# Kanaanska mitologija
Kannanska mitologija je skup mitova i vjerovanja raznih naroda na području Kanaana, gdje joj je bilo uporište, Sjeverne Afrike, te Bliskoga Istoka uopće, u periodu od pretpovijesti do pojave judaizma, a do danas se održala tek djelomično kod Tuarega. 

## Razvoj i karakteristike
Još u pretpovijesno doba narodi koji su nastanjivali Kanaan počeli su štovati različite duhove prirode, koji su se kasnije, razvojem naroda i prelaskom u doba povijesti, također razvili u velike bogove. Od moćne Kartage do Male Azije razni narodi štovali su skoro ista božanstva vezana za prirodu i ljudske aktivnosti. Najveća središta štovanja tih božanstava jesu Kartaga i Petra, u kojoj je ova mitologija bila pod utjecajem mezopotamske, arapske i nadasve rimske mitologije. Nakon razaranja Kartage, upravo Petra je postala središte štovanja božanstava kanaanske mitologije. Ipak, judaizam je uništio ovu osebujnu i bogatu mitologiju, a njeni posljednji odjeci zadržani su u tradiciji Tuarega, upravo zbog nepristupačnosti teritorija na kojima je ovaj obitavao. Utjecaj ove mitologije vidljiv je u egipatskoj, rimskoj, arapskoj i mezopotamskoj mitologiji.
Kanaanska mitologija je bogata božanstvima i mitološkim bićima koja se čak spominju i osuđuju u Bibliji, a posebno raznovrsnim duhovima prirode. Velik je broj bogova plodnosti. Iako o nekim božanstvima ne nedostaje izvora, o drugima postoje tek fragmenti, što znatno otežava zadovoljavajuću rekonstrukciju ove mitologije.

## Božanstva
Najveća božanstva kanaanske mitologije su uglavnom vezana za prirodu i ljudske aktivnosti. S obzirom na rašireno štovanje, dodijeljeno im je mnogo uloga. To su:
1. Anat, božica prirode i plodnosti;
2. Ašera, Velika Majka, žena Elova;
3. Baal, vrhovni bog, bog plodnosti;
4. Dagon, bog zemljoradnje, plodnosti navodnjavanja;
5. El, najveći bog, Stvoritelj;
6. Ešmun, bog zdravlja;
7. Jah, peharnik bogova, prema Freudu neupitno bog vulkan, u judaizmu Jahve;
8. Jam, bog mora;
9. Jarik, bog Mjeseca i noći;
10. Kadeštu, božica ljubavi;
11. Košar va Hazis bog kovača, zanata i rata;
12. Melkart, bog podzemnog svijeta;
13. Moloh, bog vatre;
14. Mot, bog smrti;
15. Nikal va Ib, božica plodova;
16. Rešef, bog kuge i liječništva;
17. Šamajim, bog neba;
18. Šalim i Šahar, bogovi večeri i zore;
19. Šapaš, božica Sunca i svjetla;
20. Tanit, božica Mjeseca i života i mnogi drugi.